# Promatranje zrakoplova
Promatranje zrakoplova (eng. spotting) uočavanje je i praćenje jedrilica, aviona, helikoptera balona cepelina i raznih letjelica prema njihovim registracijama, vlasnicima ili nekoj drugoj osobini.  
Tijekom praćenja određenog zrakoplova, promatrači se orijentiraju prema nekom ključnom ili jedinstvenom obilježju neke letjelice. Uz vrstu i jedinstvenu oznaku zrakoplova to može biti i njegova shema boja (slike), karakterističan šum iza njegovih motora ili broj staza njegovih ispušnih plinova. "Spotteri" će procijeniti veličinu aviona i broj, vrstu i položaj motora. Drugi ključ je položaj krila u odnosu na trup, stupanj i smjer na kojem je strijela krila postavljena, jesu li krila iznad trupa, ispod njega, ili u njegovoj sredini, ima li avion dva krila ili tri, je li podvozje uvlačivo ili ne… 
Svi ovi podatci zajedno olakšavaju identifikaciju letjelice a promatračima pogled na letjelicu iz raznih kutova gledišta.

## Stil promatranja
Promatrači će uočiti nacionalne oznake, logo aviokompanije ili rondel kod vojnih zrakoplova. Redovno prate javno objavljene priručnike u kojima nalaze više informacija poput datuma isporuke ili oznaku proizvođača. Aktivnosti praćenja mogu obuhvatiti i slušanje komunikacije u zračnom prometu (pomoću radio stanice, gdje da je to legalno), dijeleći informacije s drugim "spotterima" kako bi se smanjile nejasnoće o tome koji je zrakoplov viđen na određenom dijelu puta ili na određenom mjestu. 
Nerijetko promatrači odlaze na druge zračne luke kako bi snimili neki neobični, rijetko viđeni zrakoplov ili zrakoplov koji je prizemljen. Zrakoplovi dani na brigu muzejima i oni s kojih su skinuti dijelovi također su meta "spottera". Jedno od njihovih najčešćih omiljenih mjesta, osim uz ogradu nekog aerodroma, su organizirane zračne priredbe na kojima se sa sigurne udaljenosti mogu promatrati razni tipovi letjelica i njihove mogućnosti.  
Kako su zračne luke danas potencijalni teroristički ciljevi, u Velikoj Britaniji je između organizacije "spottera" i policije izrađen pravilnik o ponašanju. To je pokušaja da se i dalje dopustiti entuzijastima njihov hobi a ujedno poveća sigurnost oko zračne luke. Promatrači su po tom pravilniku dužni kontaktirati policiju ako vide ili čuju bilo što sumnjivo.

## Vanjske poveznice
- Plane spotting links at DMOZ  Arhivirana inačica izvorne stranice od 29. kolovoza 2008. (Wayback Machine)
- Plane Spotting World
- A Wiki for Spotters
- Spotteando.net  Arhivirana inačica izvorne stranice od 12. rujna 2009. (Wayback Machine)